# Lesotho op de Olympische Zomerspelen 2016
Lesotho nam deel aan de Olympische Zomerspelen 2016 in Rio de Janeiro, Brazilië. De selectie bestond uit acht atleten, actief in drie sporten, en was de grootste olympische ploeg sinds de Olympische Zomerspelen 1996. Lesotho maakte in 2016 haar olympisch debuut in het mountainbiken.

## Deelnemers en resultaten
(m) = mannen, (v) = vrouwen 

### Atletiek
| Olympiër         | Discipline   | Resultaat | Prestatie                 |
| ---------------- | ------------ | --------- | ------------------------- |
| Mosito Lehata VO | 100m (m)     | 32e       | serie 6: 4de in 10,25     |
| Mosito Lehata VO | 200m (m)     | 49e       | serie 1: 7de in 20,65     |
| Namakwe Nkhasi   | 5000m (m)    | 32e       | serie 1: 15de in 13.41,92 |
| Tsepo Mathibelle | marathon (m) | DNF       | DNF                       |
| Lebenya Nkoka    | marathon (m) | 95e       | 2:25.13                   |
|                  |              |           |                           |
| Tsepang Sello    | 800m (v)     | 60e       | serie 3: 8ste in 2.10,22  |

### Boksen
| Olympiër              | Discipline | Resultaat | Prestatie                            |
| --------------------- | ---------- | --------- | ------------------------------------ |
| Moroke Mokhotho       | –52kg (m)  | 17e       | 1ste ronde: V van MAR Kharroubi: 0–3 |
| Inkululeko Suntele VS | –56kg (m)  | 17e       | 1ste ronde: V van TUN Mhamdi: 0–3    |

### Wielersport
| Olympiër        | Discipline       | Resultaat | Prestatie |
| --------------- | ---------------- | --------- | --------- |
| Phetetso Monese | mountainbike (m) | DNF       | DNF       |